# フジテレビュー!!
『フジテレビュー!!』とは、2019年10月1日にフジテレビが始めた“フジテレビ視点”のエンタメ情報がわかるメディア。「そのハナシには、つづきがある」をテーマに、「スタッフしか知りえない裏話」や「出演者の本音」などをテキストや動画で紹介している。テレビ情報以外にも、芸能、ファッション、グルメ、おでかけ、ビューティーなどオリジナル取材を多数掲載。利用は無料。2024年2月1日に『フジテレビュー!!』は新サイト『めざましmedia』に統合した。

## 解説
ホウドウキョクなどを手がけた清水俊宏がチーフビジョナリストとして立ち上げ、「単なるウェブメディアになってはダメ。やりたいことは『世界中のあちこちで井戸端会議を起こすこと』」としている。
記事はスマートニュース、グノシーなどでも見ることができる。
また、ガチャピンが出演する『ガチャピンニュースit!』などの特集動画もYouTubeで配信している。